# Línea 163 (Montevideo)
La línea 163 es una línea urbana de Montevideo, que une Pocitos con la Terminal Paso de la Arena. La ida es Paso de la Arena y la vuelta Pocitos.

## Recorridos
| IDA - Rambla Charles de Gaulle - Avenida Luis Alberto de Herrera - Rambla República del Perú - Gabriel Pereira - Rafael Pastoriza - Avenida General Rivera - Bulevar Artigas - Avenida 8 de Octubre - Avelino Miranda - Goes - Juan Paullier - La Paz - Justicia - Juan Patrón - Inca - Domingo Aramburú - José L Terra - Guadalupe - Marsella - Vilardebó - Dr. Salvador García Pintos - Tapes - Jujuy - Uruguayana - Capurro - Juan Gutiérrez - Conciliación - Martín Berinduague - Heredia - Avenida Carlos María Ramírez - Avenida Santín Carlos Rossi - Joaquín Martori - Samuel Lafone - Camino Cibils - Avenida Luis Batlle Berres - (Terminal de Paso de la Arena) | VUELTA - (Terminal de Paso de la Arena) - Camino Cibils - Avenida Luis Batlle Berres - Camino Tomkinson - Camino Cibils - Samuel Lafone - Joaquín Martori - Avenida Santín Carlos Rossi - Dr. Pedro Castellino - Zona C (Terminal Cerro) - Egipto - Japón - Avenida Carlos María Ramírez - Humbolt - Emilio Romero - Conciliación - Juan Ma. Gutiérrez - Capurro - Uruguayana - Gral. Farías - Mendoza - Tapes - Dr. Salvador García Pintos - Vilardebó - Marcelino Sosa - Blandengues - Arenal Grande - Justicia - Suipacha - República - Miguelete - Bulevar Artigas - Avenida General Rivera - Gabriel A. Pereira - Guayaquí - Juan Benito Blanco - 26 de Marzo - Avenida Luis Alberto de Herrera - Rambla Charles de Gaulle - Pocitos (Kibón) |

## Destinos intermedio
IDA
- Cibils y Ruta 1
- Terminal Cerro

VUELTA
- Tres Cruces
- Rivera y Bulevar Artigas
- Avenida General Flores y Garibaldi

## Barrios
El 163 circula  por: Pocitos, Buceo, Pocitos Nuevo, Parque Batlle, Tres Cruces, La Comercial, Cordón, Villa Muñoz, Aguada, Goes, Reducto, Arroyo Seco, Bella Vista, Capurro, La Teja, Cerro, Cerro Norte (La Boyada), La Paloma, Maracaná, Las Torres y Paso de la Arena.